# In vertrouwen
In vertrouwen is een hoorspel van Sheila Hodgson. In Confidence werd op 28 augustus 1976 door de BBC uitgezonden. Nina Bergsma vertaalde het en de NCRV zond het uit op maandag 4 april 1977, van 22:27 uur tot 23:00 uur. De regisseur was Johan Wolder.

## Rolbezetting
- Fé Sciarone (Brenda Westerman)
- John Leddy (Bob Mooney)
- Tingue Dongelmans (Rosy Elliott)
- Anja Janssen-Schuiling (Geraldine Dobree)
- Jan Borkus (majoor Boyd)

## Inhoud
Bob Mooney heeft een slim en gemeen foefje bedacht om geld los te krijgen. Hij belt aan bij mensen die hebben meegedaan aan een bepaalde prijsvraag en vertelt hun dat ze de hoofdprijs hebben gewonnen. Terwijl de “gelukkige winnaar” met z’n hoofd in de wolken verkeert, komt een hulpje van Mooney erbij om te vertellen dat het allemaal helaas niet door kan gaan. Om de prijs te kunnen krijgen, moet je lid zijn van een bepaalde organisatie. Uiteraard zegt iedere winnaar onmiddellijk: “Kan ik nu nog geen lid worden?” Mooney laat zich zogenaamd “overhalen”. De winnaar betaalt 25 pond en zal dus de prijs te zijner tijd in ontvangst kunnen nemen. Buiten de deur vallen Mooney en z’n hulpje elkaar om de hals, weer 25 pond rijker. Het is voor Mooney een soort wraakneming. Als zijn hulpje vraagt: “Last van schuldgevoelens?” antwoordt hij: “Niet bepaald. Dat kanalje...”